# Aleurodiscus diffissus
Aleurodiscus diffissus är en svampart som först beskrevs av Pier Andrea Saccardo, och fick sitt nu gällande namn av Edward Angus Burt 1931. Aleurodiscus diffissus ingår i släktet Aleurodiscus och familjen Stereaceae.   Inga underarter finns listade i Catalogue of Life.